# ناحیه جنایده
ناحیه جنایده (به لاتین: Jhenaidah District) یک ناحیه در بنگلادش است که در استان کولنا واقع شده‌است.

## خصوصیات
ناحیه جنایده ۱٬۹۶۴٫۷۷ کیلومترمربع مساحت و ۱٬۷۷۱٬۳۰۴ نفر جمعیت دارد.